# Интеркультурная улица (Мелитополь)
Интеркультурная улица (укр. Інтеркультурна вулиця) — улица Мелитополя, пересекающая весь город с востока на запад. Начинается от Бердянского моста, проходит через центр, по путепроводу над железной дорогой, через Новый Мелитополь и переходит в объездную, идущую к Южному Переезду. По восточной части улицы проходит автодорога М-14 «Одесса — Мелитополь — Новоазовск».

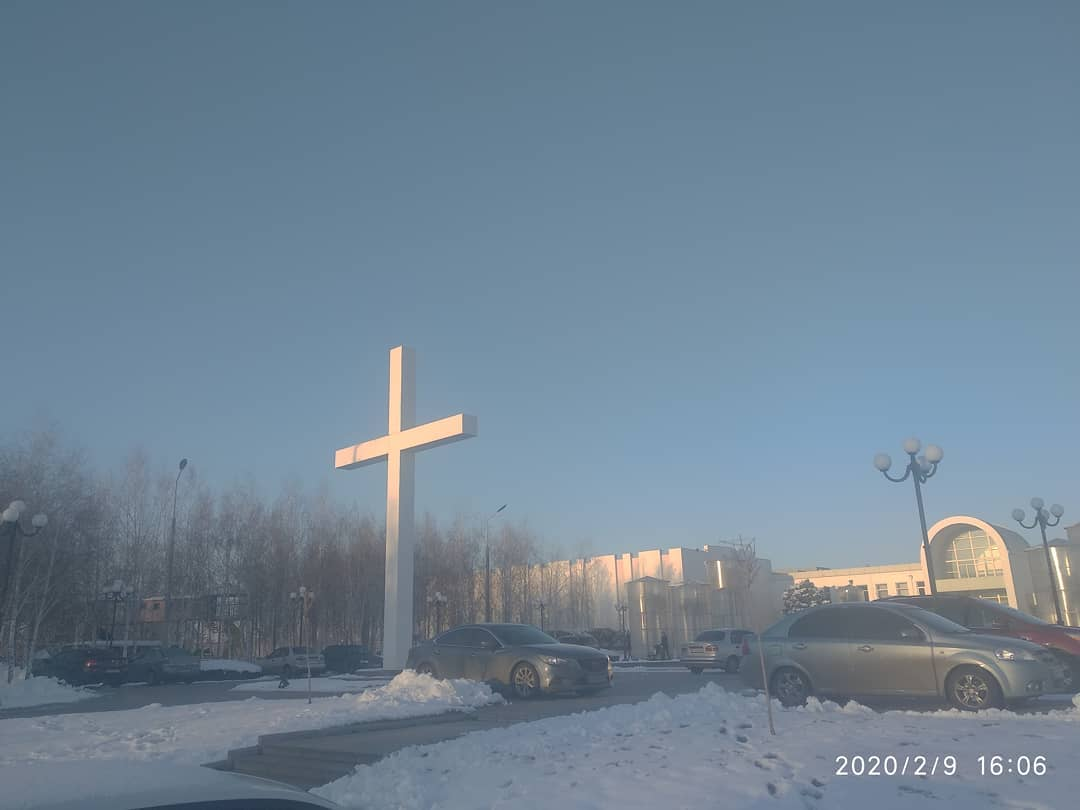

## История
В конце XIX века улица называлась Торговая и шла от Бердянского моста до нынешнего проспекта Богдана Хмельницкого.
25 октября 1921 года улица была переименована в честь Троцкого.
В 1929 году улица уже доходила до железной дороги, а продолжением улицы за железную дорогу служила Ново-Николаевская улица, названная так в честь села Новониколаевки, в сторону которого она шла.
17 июня 1929 улица Троцкого и Ново-Николаевская улица были объединены и названы в честь Дзержинского. В июне 1952 года к улице Дзержинского был также отнесён посёлок Журавлёвка.
В 1956 году на углу улиц Дзержинского и Ворошилова Горпищекомбинату был отведён земельный участок площадью 1,55 га для строительства пивзавода.
В 1961 году по ул. Дзержинского, 384 агрегатному заводу был отведён участок площадью 1,24 га для строительства новой школы на 520 мест. Ранее участок принадлежал колхозу им. Сталина.
В 1975 году по ул. Дзержинского, 402 было открыто 16-е городское отделение связи.
Была переименована в Интеркультурную в 2016 г. во время декоммунизации на Украине.

## Объекты
- Завод холодильного машиностроения «РЕФМА»
- Центральный рынок
- Таврический государственный агротехнологический университет
- Станкостроительный завод им. 23-го Октября
- Супермаркет «Амстор»
- Автостанция № 1
- Завод «Гидромаш»
- ПТУ № 37
- База строительных материалов  «Новый Двор»